# خراسان (نجف أباد)
خراسان (بالفارسية: خراسان) هي قرية تقع في إيران في قسم نجف أباد الريفي . يقدر عدد سكانها بـ 85 نسمة بحسب إحصاء 2016.